# Mechanikus sajtók

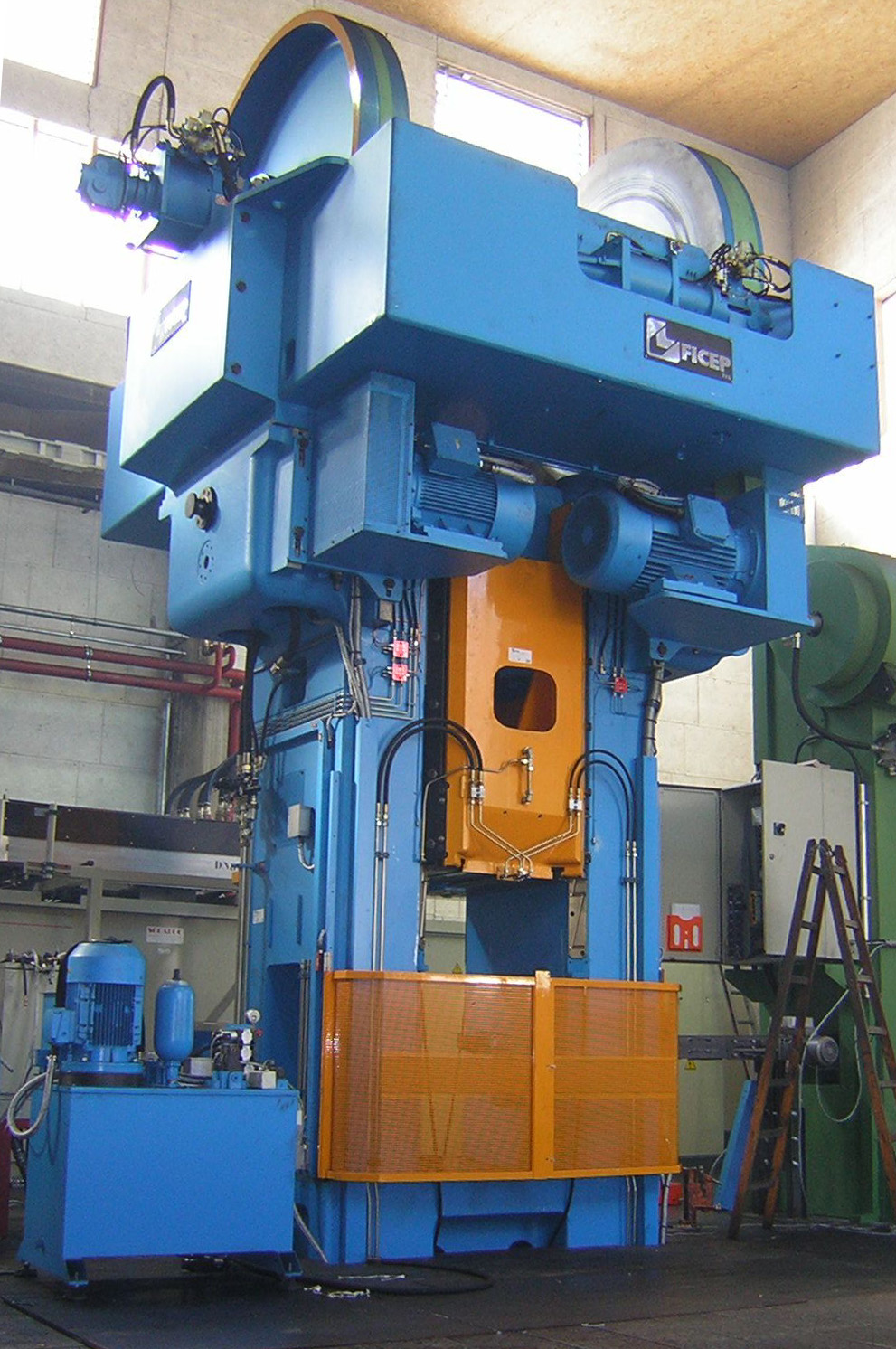
Frikciós (csavar-) sajtó

A mechanikus kovácssajtók a süllyesztékes kovácsolás jellegzetes alakító gépei. Két alapvető típusuk ismert:
- dörzs- vagy frikciós sajtók,
- forgattyús és excenteres sajtók.

A két típus nemcsak működését, de jellegét tekintve is lényegesen eltér egymástól. A „frikciós sajtó” általában dörzshajtással forgatott csavarorsó segítségével mozgatja a medvét, működését tekintve a kalapácsokhoz hasonlít: ez is „munkafüggő” alakító gép. A kalapácsokhoz képest különbséget jelent azonban a kis beütési sebesség, ami alig lépi túl az 1 m/s-ot (a kalapácsoké általában 6 m/s körül van). A forgattyús sajtók „úttól függő” alakító gépek, mert a mozgás- és erőviszonyokat a forgattyús mechanizmus törvényszerűségei határozzák meg. Közös a két típusban az, hogy munkavégző képességük (az elérhető alakító erő) a lendítőkerékben tárolt energiától függ.

## Dörzssajtók (frikciós sajtók)
A frikciós sajtó jellegzetes gépeleme a mozgató csavarorsó. A laposmenettel készült csavarorsó felső végéhez lendítőkerék, az alsó végéhez a medve kapcsolódik. A csavarorsó a sajtó állványában elhelyezett anyában fordul el. A lendítőkerékkel a közös tengelyre ékelt, azonos irányban forgó két dörzstárcsa valamelyike érintkezik. Ha a forgásirány a csavarorsót lefelé mozdítja el az anyában, akkor a medve is lefelé mozog, a löket végén pedig elvégzi az alakítást. Ha a másik dörzstárcsát szorítják a lendítőkerékhez, akkor a csavarorsó – ellenkező irányban forogva – emeli a medvét. A csavarorsó két vagy három bekezdéses, menetemelkedése 15–17°. Ez a kéttárcsás dörzssajtó vázlatos működési elve.

### A dörzssajtók mozgástani viszonyai

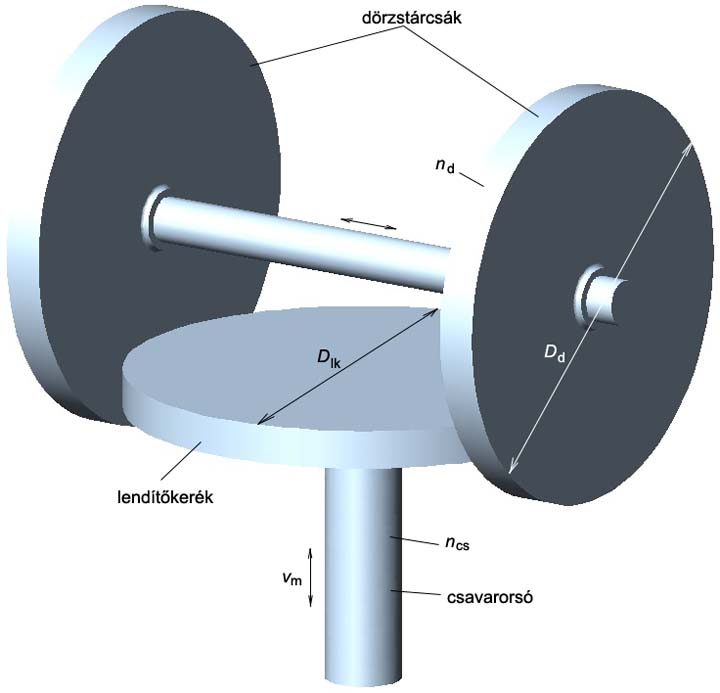
A frikciós sajtó elve

Fontos megjegyezni, hogy a medve lefelé mozgásakor a lendítőkerék folyamatosan növekvő sugáron érintkezik a dörzstárcsával, ami azt jelenti, hogy a sugárral egyenes arányban folyamatosan nő a kerületi sebessége, ezzel négyzetes arányban nő a lendkerékben felhalmozódott energia. Ha a dörzstárcsa nd fordulatszámmal forog, akkor valamely rd sugárhoz tartozó lendítőkerék kerületi sebesség:
{\displaystyle v_{ker,lk}={\frac {2\cdot r_{d}\cdot \pi \cdot n_{d}}{60}}} .
A legnagyobb sebesség természetesen az alsó helyzetben, a legnagyobb átmérőnél (Dd) adódik:
{\displaystyle v_{ker,max}={\frac {D_{d}\cdot \pi \cdot n_{d}}{60}}} .
A medve sebességét a csavarorsó fordulatszáma (ncs) és a menetemelkedés (h0) szorzata adja (Dlk a lendkerék átmérője):
{\displaystyle v_{m}={\frac {n_{cs}\cdot h_{0}}{60}}={\frac {n_{d}\cdot D_{d}}{60\cdot D_{lk}}}} .
A medve legnagyobb (beütési) sebessége:
{\displaystyle v_{be}=v_{ker,max}\cdot {\frac {h_{0}}{D_{d}\cdot \pi }}} .
A lendítőkerékben tárolódó legnagyobb munkamennyiség:
{\displaystyle W_{max}={\frac {m_{lk}\cdot v_{ker,max}^{2}}{2}}} .

### A dörzssajtók változatai

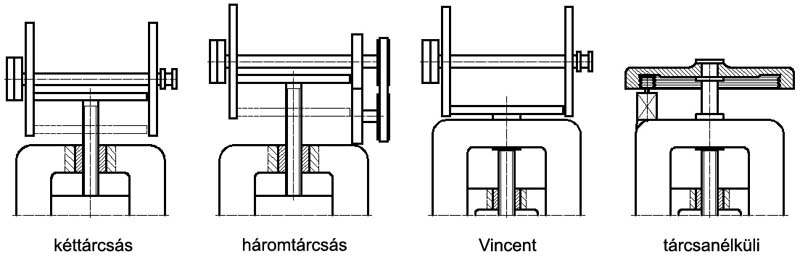
Dörzssajtók típusai

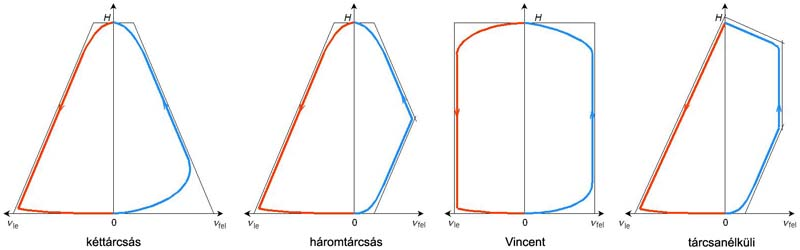
Dörzssajtók menetdiagramjai

- Kéttárcsás dörzssajtó. A frikciós sajtók általános bemutatása a kéttárcsás dörzssajtón keresztül történt. A sebességdiagramon jól látható, hogy emeléskor, a dörzskapcsolat létrejöttét követően, a relatív csúszás jelentős. Ennek az az oka, hogy az emelés elején a lendítőkerék a dörzstárcsa nagy átmérőjű részével érintkezik, ahol a legnagyobb a kerületi sebesség, és ez a rész érintkezik a még éppen álló (0 m/s sebességű) lendítőkerékkel.
- Háromtárcsás dörzssajtó. Ezt a típus azért fejlesztették ki, hogy a kéttárcsás sajtónál, az emelési szakasz elején tapasztalt nagymértékű relatív csúszást kiküszöböljék, illetve csökkentsék. Ennek érdekében az emelő oldalon két, kisebb átmérőjű dörzstárcsát alkalmaztak. Az emelés kezdetén a lendkerék ily módon az alsó dörzstárcsa kis kerületi sebességű részével érintkezik, a kis sebességkülönbség miatt pedig kisebb lesz a csúszás. Ugyanakkor a menetdiagramon az is észrevehető, hogy a felső dörzstárcsa az emelés második felében lassítja a lendítőkereket (hasonlóan a kéttárcsás változat emelési fázisa felső szakaszához).
- Vincent-sajtó. A Vincent-sajtó működése eltér az eddigiektől: csavarorsója forgó mozgást végez ugyan, de magasság irányban nem mozdul el. A csavaranyát egy kerettartóba építik be, ennek alsó részén helyezkedik el az alsó süllyesztékszerszám, míg a felső egy fix helyzetű kereszttartóba van beépítve. Ütéskor a keret, a rászerelt szerszámmal együtt, felfelé mozdul el, a „beütés” iránya felfelé mutat. Minthogy a lendítőkerék egy magasságban áll mindkét irányú mozgáskor, a szerszám sebessége állandó. A mozgó keret súlyát – ami mint járulékos tömeg, csökkentené az ütési energiát és az ütésszámot – ellensúllyal vagy pneumatikus megoldással kiegyenlítik.
- Ütősajtó. Az ütősajtót tárcsanélküli ütvesajtoló gépnek is nevezik. A lendítőkereket közvetlenül hajtják meg egy villanymotor tengelyére ékelt kis átmérőjű dörzskerékkel. Az érintkező felületeket az ékszíjtárcsákra emlékeztető hornyokkal látják el, így a csúszást jelentős mértékben lehet csökkenteni. A működés módja hasonló a Vincent-sajtóéra, a csavarorsó magasság irányban itt sem mozdul el. A meghajtó villamos motor a gyakori indítások, gyorsítások, fékezések miatt erősen melegszik, ezért hűtéséről fokozottan kell gondoskodni.

## Excenteres és forgattyús sajtók

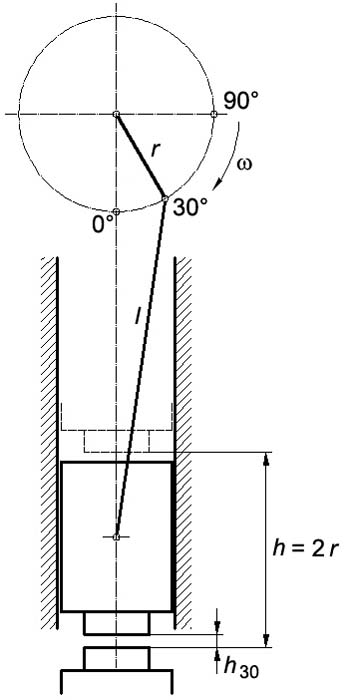
A forgattyús sajtó elve

Az excenteres és forgattyús sajtók a kovácsüzemek egyre elterjedtebben használt alakító berendezései közé tartoznak. Hajtó mechanizmusuk a forgattyús elven alapul: egy forgattyús hajtóműhöz kapcsolják a nyomószánt, ezen van rögzítve a felső süllyesztékszerszám. A nyomószán lefelé haladva az alsó holtpontja közelében végzi el az alakítást.

### A sajtó mozgás- és erőtani viszonyai

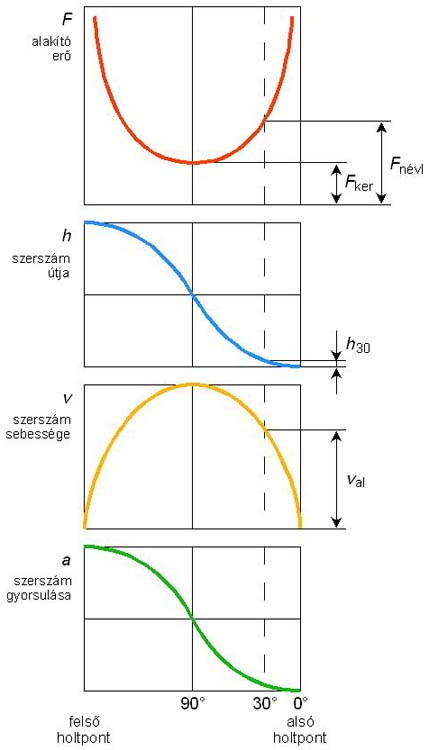
A forgattyús sajtó függvényeinek jellege

A sajtó sebességviszonyait azzal a közelítéssel írják le, hogy a hajtórúdviszonyt, azaz a hajtórúd hosszúságának és a forgattyú sugarának hányadosát elhanyagolják az összefüggésekben. A forgattyú kerületén állandó nagyságú erő ébred, ebből a nyomórúdra ható erő a mindenkori szögállásnak megfelelően számítható:
{\displaystyle F={\frac {F_{ker}}{sin\alpha }}} .
Ebből látszik, hogy a sajtoló erő 90°-os szögállásnál a legkisebb, míg 0°-nál, azaz az alsó holtpontban elvileg végtelen nagy. A forgattyús sajtóknál ún. névleges értékeket állapítanak meg, amik a forgattyú 30°-os szögállásához tartoznak. A névleges erő:
{\displaystyle F_{nevl}={\frac {F_{ker}}{sin30}}=2\cdot F_{ker}} .
Erre az erőre méretezik a sajtót, és ennek figyelembe vételével tervezik a sajtóra készülő technológiát. A nyomószán útja:
{\displaystyle h=r\cdot (1-cos\alpha )} .
A sajtó névleges, azaz 30°-hoz tartozó munkalökete:
{\displaystyle h_{30}={\frac {h}{2}}\cdot (1-cos30)} .
Végül a sajtó névleges munkavégző lépességét a névleges nyomóerő és a névleges munkalöket szorzata adja:
{\displaystyle W_{nevl}=F_{nevl}\cdot h_{30}} .

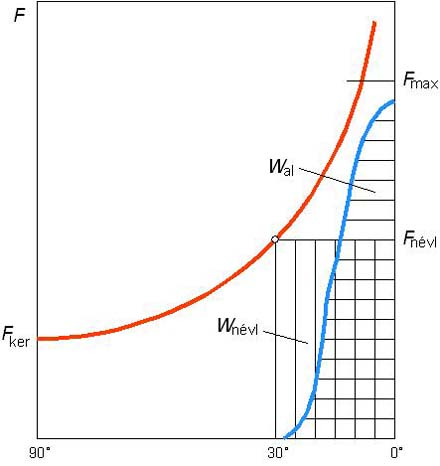
A forgattyús sajtó jelleggörbéje

Fontos még a nyomószán sebességének az ismerete. A legnagyobb a sebesség a 90°-hoz tartozó forgattyúállásnál (v=r·ω), míg az alsó holtpontban 0 (zérus) az értéke. A névleges löket elején, azaz amikor optimális esetben megkezdődik a képlékeny alakítás:
{\displaystyle v_{al}={\frac {h}{2}}\cdot \omega \cdot sin30={\frac {h\cdot \omega }{4}}} .
A nyomószán gyorsulása:
{\displaystyle a=-r\cdot \omega ^{2}\cdot cos\alpha } .
A forgattyús sajtó általános jelleggörbéje alapján a sajtóra tervezett technológia kapcsán az alábbi megállapítások teendők:
1. a fellépő alakító erő nem lépheti túl a sajtóra jellemző erőgörbét;
2. a legnagyobb alakító erő nem lépheti túl a sajtóra jellemző erőmaximumot;
3. a képlékeny alakváltozás munkaszükséglete nem lépheti túl a sajtó névleges munkavégző képességét;
4. az alakváltozás kezdete nem lehet a névleges munkalöketnél nagyobb.

### Az excenteres sajtók változatai

A forgattyús sajtó mozgása

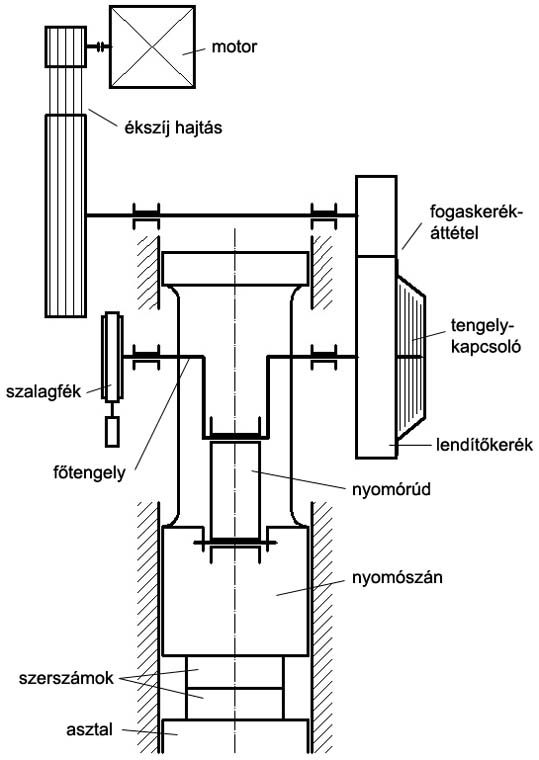
A Maxima-sajtó szerkezete

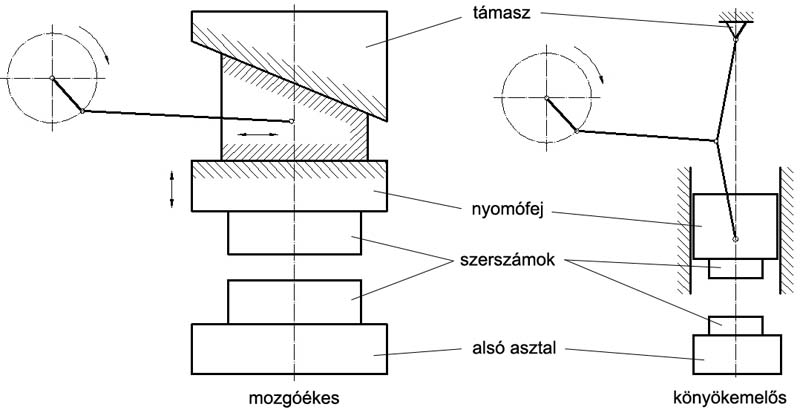
A mozgóékes és a könyökemelős sajtó elve

- Maxima-sajtó. Az excenteres sajtókat több célra használják, ezek közül a süllyesztékes kovácsolás céljára készültek neve a Maxima-sajtó. A forgattyús hatást a főtengely excentrikus megoldásával érik el. A villanymotorról kapott forgatónyomaték ékszíjhajtáson keresztül jut el egy fogaskerék-áttételhez. A nagy átmérőjű fogaskerék egyben a lendítőkerék szerepét is betölti, ami a főtengelyen szabadon elforog. Amikor működtetni akarják a nyomószánt, akkor a lendítőkerékbe épített lamellás tengelykapcsolót pneumatikus módon zárják, és a főtengely elfordul, miközben a nyomószán elmozdul a függőleges vezetékben. A főtengely felső holtpontban való pontos megállását szalagfékkel biztosítják. A sajtó állványa öntött acélkeret. A Maxima-sajtóra tervezett süllyesztékszerszámok a löket végén nem érnek össze, ellentétben a kalapácsokkal, ahol a kovácsdarab akkor készül el, amikor a két szerszám osztófelülete összeüt („összecseng”). Excentersajtón ez nem valósítható meg, mert a szerszámok érintkezésekor a rendszer túlhatározottá válik, és ilyenkor nagy a valószínűsége valamelyik elem törésének. A mozgó rendszerbe biztonsági elemeket építenek be, például nyírócsapot.
- Egyállványos sajtók. Az egyállványos excentersajtók kisebb nyomóerővel készülnek, általános célra (például lemezkivágás, lemezalakítás stb.). Az állvány gyakran „C” betűre emlékeztető alakú, egyes változataik dönthető kivitelűek. Az egyállványos sajtók állványának rugalmas alakváltozása lényegesen nagyobb, mint a Maxima-sajtóké. A főtengely elhelyezkedhet az asztalra merőlegesen (ilyenkor az excenter a főtengely végén van), vagy lehet párhuzamos az asztallal (mint a Maxima-sajtón).
- Mozgóékes sajtó. Az állvány merevségének javítása és a nyomóasztal kibillenésének csökkentése miatt fejlesztették ki a mozgóékes sajtót (méretpontos, többüreges kovácsoláskor ezek fontos követelmények). A nyomóasztalt egy ék alakú elemmel mozgatják, ami alsó részén a nyomólapon, felső részén pedig az állványban kialakított ferde felületén fekszik fel, illetve csúszik el. A nagy érintkező felületek biztosítják a stabil alakítási helyzetet, és mivel a forgattyús hajtómű nincs az alakító erő vonalában, ennek rugalmas deformációja nem növeli a rendszer rugalmasságát, így a gyártott termék méretpontossága is jobb lesz. További előny az, hogy a sajtó alacsonyabb a hagyományos típusokhoz képest, mivel a hajtómű oldalt helyezkedik el.
- Könyökemelős sajtó. A könyökemelős sajtók esetén a forgattyús hajtómű két nyomórúdhoz kapcsolódik, amelyek közül az egyik egy fix ponthoz van csuklósan rögzítve, a másik pedig a nyomófejhez. A mozgó rendszer megfelelő kialakítása következtében a könyökemelős sajtó a maximális nyomóerőt a végpont előtt mintegy 3 mm-rel éri el, és gyakorlatilag ezt tartja végig. Ezért ezeket a sajtókat akkor használják, amikor az alakításhoz nagy végnyomás szükséges. A könyökemelős sajtók jó üregtöltést biztosítanak a kovácsolás során, ezért kisebb lekerekítéseket lehet alkalmazni a kovácsdarab tervezésekor.